# Саркизов-Серазини, Иван Михайлович

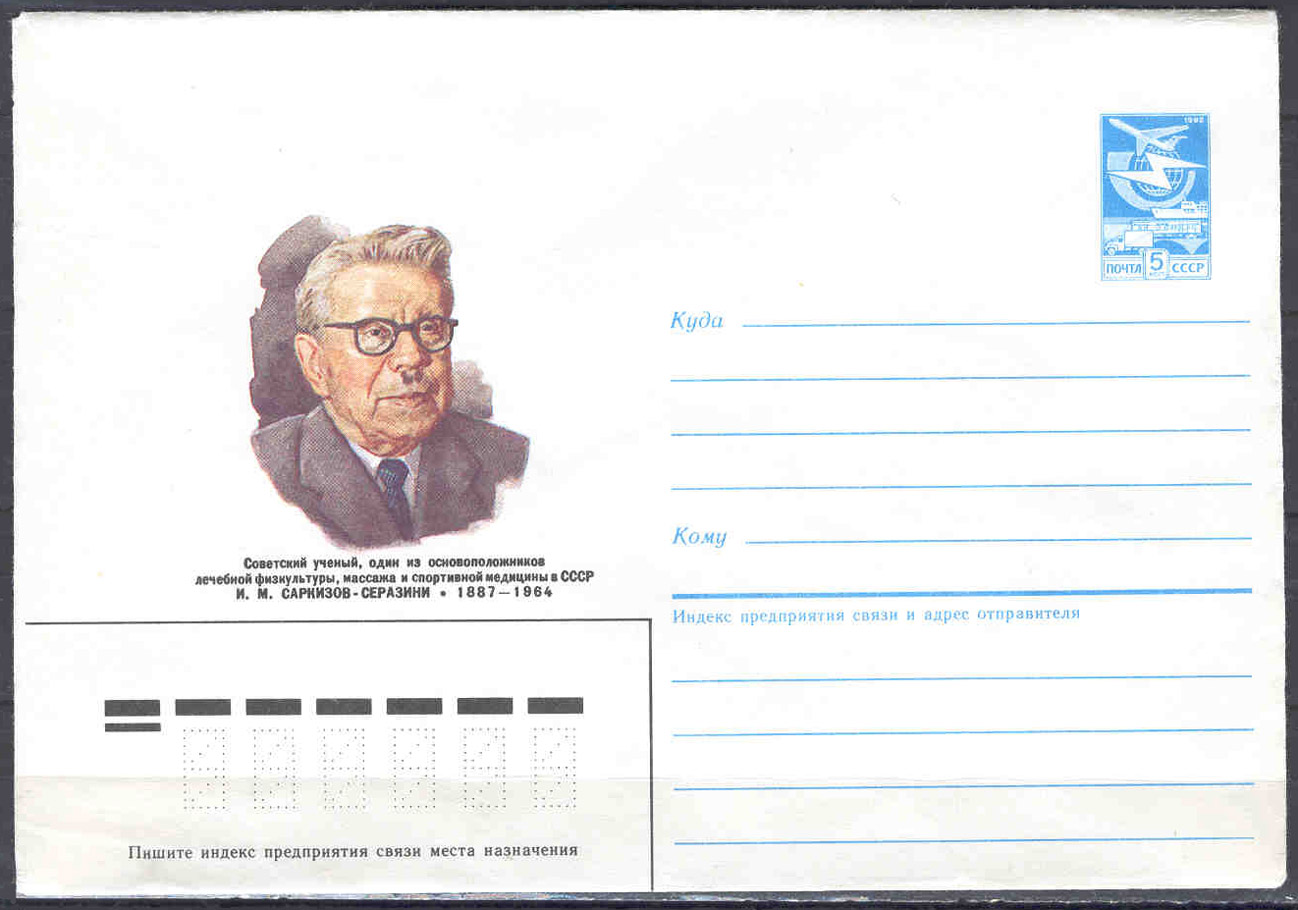
Конверт Почты СССР

Иван Михайлович Саркизов-Серазини (18 июля (30 июля по новому стилю) 1887 года, Ялта — 18 марта 1964 года, Москва) — советский учёный, доктор медицинских наук (1938), профессор (1946); заслуженный деятель науки РСФСР (1957); один из основоположников лечебной физкультуры и спортивной медицины в СССР. Отличник физической культуры (1947).

## Биография
Родился в семье рыбака.
С 1892 года жил в Феодосии, где окончил училище, затем ходил юнгой на шхуне «Святой Николай» и на сухогрузе «Юпитер».
В 1922 году окончил медицинский факультет Московского университета. С 1923 работал в институте физкультуры в Москве, в 1944—1964 годах был заведующим кафедрой лечебной физкультуры и спортивного массажа.
Написал свыше 50 книг и учебных пособий по лечебной гимнастике, закаливанию, теории массажа, спортивной травматологии.
Автор книг «Приключения Сеньки-Жох» (М., 1927), «Над голубым заливом» (М., 1928), «Собаки Стамбула» (М.;-Л., 1927), романа «Потомок венецианского дожа» (М.; — Л., 1929). Ежегодно Саркизов-Серазини отправлялся в путешествия. Часто приезжал в Феодосию. Итогом стали книги «По южному берегу Крыма» (М., 1957), «По восточному Крыму» (М., 1958), «По Старому Свету» (М., 1958), книга «Старая Феодосия. Клочки воспоминаний 1892—1900», написанная в Москве в 1932 году и посвященная художнику Константину Федоровичу Богаевскому. Рассказ И. М. Саркизова-Серазини «Вертай к зюйду!» вошёл в сборник крымских и феодосийских авторов «Город двадцати пяти веков», посвящённый 2500-летию Феодосии. Автор пьесы «Сочувствующий», поставленной в Малом театре (1925).
В 1960 году Иван Михайлович передал в дар государству собственную коллекцию картин известных русских художников XIX века (около 100 полотен) и библиотеку, содержащую около 10 тысяч книг и рукописей.
Одной из известных учениц Ивана Михайловича является Транквиллитати Александра Николаевна — специалист в области лечебной физической культуры, автор книг по данной специальности.
Скончался 18 марта 1964 года. Тело было кремировано 21 марта, урна с прахом захоронена на Новодевичьем кладбище (8 уч.).

## Награды
- 2 ордена Ленина (17.11.1949; 15.09.1961, за большие заслуги в подготовке специалистов и развитии науки)
- орден Трудового Красного Знамени (27.04.1957) — за успехи, достигнутые в деле развития массового физкультурного движения в стране, повышения мастерства советских спортсменов, и успешное выступление на международных соревнованиях
- орден Красной Звезды (1944) – за выдающиеся заслуги в деле подготовки специалистов для народного хозяйства и культурного строительства
- орден «Знак Почёта» (1940) — за успешное выполнение заданий командования Красной Армии[6]
- многие медали и почётные грамоты[7].

## Память
- Портрет И. М. Саркизова-Серазини создал советский художник Н. И. Струнников.
- В СССР был выпущен почтовый конверт, посвященный И. М. Саркизову-Серазини[8].